# Banka (langue)
Pour les articles homonymes, voir Banka (homonymie).
Le banka, ou bankagooma, est une langue mandé mineure du Mali. Il y a un degré raisonnable d'intelligibilité mutuelle avec le duun.